# Gymnothorax monostigma
 Gymnothorax monostigma és una espècie de peix de la família dels murènids i de l'ordre dels anguil·liformes.

## Morfologia
Els mascles poden assolir els 44 cm de longitud total.

## Distribució geogràfica
Es troba a l'Índic (Maldives i Illa Christmas) i al Pacífic (des de les Illes Carolines, les Illes Mariannes i Papua Nova Guinea fins a les Illes Marqueses i les Tuamotu).